# Каниппайюр Шанкаран Намбудирипад
Каниппайюр Шанкаран Намбудирипад (1891—1981) был брамином Намбудири в штате Керала в Индии, который помог омолодить интерес к индийским традиционным архитектурным стилям, известным как Васту-шастр. Он был консультантом по реконструкции многих храмов в Керале, Тамилнаде и Карнатаке, а также Королевским архитектором для трех королевских семей Траванкор, Кочин и Кожикоде (Каликут). Он был плодовитым автором, написал более ста различных книг, связанных с такими областями традиционных знаний, как васту-шастра (архитектура), йотиша (астрология и астрономия), аюрведа (индийская система медицины), а также книги по истории. Он составил санскритско-малаяламский словарь и словарь коренных лекарств.

## Биография
Шанкаран Намбудирипад родился девятым ребёнком Каниппайюра Субраманиана Намбутирипада, который сам был великим ученым в вастху видья и Кали Антарджанам. (Согласно некоторым легендам, после того, как Парашурама создал Кералу из моря, практику различных профессий, необходимых для общества, была распределена между разными семьями. В этом процессе Каниппайюр был семьей Намбутири, которой была присвоена профессия в сфере архитектуры и строительства храмов). У него было традиционное начальное образование, а в Риг-Ведической школе. Он взял более высокие уроки в Ригведе, в знаменитой Васту-шастр Ведической Школе в Триссуре он стал хорошо разбираться в Стхапатья-Веде и астрологии под опекой своих старейшин. Он также изучал аюрведу. Он обновил и популяризировал его дальше. Он также начал создавать рабочие центры для создания иконок и других вспомогательных принадлежностей, связанных с храмами.

## Panchangam Press
В 1929 году Шанкаран Намбудирипад создал типографию в Куннамкуламе, чтобы печатать главным образом альманахи, подготовленные им и другими членами его семьи. Пресса, названная Panchangam Press, превратилась в икону Куннакулама, производящую книги, связанные с индуистской религиозной практикой. Пресса вывела работы по многим системам знаний, таким как Веды, Брахманы, Араньяки, Упанишады, Веданги, Упападас, Эпики и Пураны, Тантра, Мантра, классическая санскритская литература и т. Д. Ещё одним учреждением является Книжный киоск Каниппаюр, который также функционирует в Куннамкуламе с 1999.

## Научная библиотека
Потомки Каниппайюра Шанкарана Намбудирипада создали Научную библиотеку памяти Шанкарана Намбудирипада в Куннамкуламе, чтобы продолжить научные традиции обучения и исследований, установленные им. Библиотека, основанная в 1990 году, стремится стать хранилищем рукописей пальмовых листьев и книг, связанных с традиционными индийскими системами знаний, и быть центром распространения таких знаний путем перевода переводов произведений в этих областях знаний. Библиотека также стремится стать пионером в популяризации санскритского языка среди молодого поколения. Библиотека закупила большие коллекции рукописей и книг, хранящихся во многих домах Намбутири.